# Westelijke gestreepte manakin
De westelijke gestreepte manakin (Machaeropterus striolatus) is een zangvogel uit de familie Pipridae (manakins).

## Verspreiding en leefgebied
Deze soort komt voor in het westelijke Amazonegebied en telt vijf ondersoorten:
- M. s. antioquiae: westelijk en centraal Colombia.
- M. s. striolatus: oostelijk Colombia, oostelijk Ecuador, oostelijk Peru en amazonisch westelijk Brazilië.
- M. s. obscurostriatus: noordwestelijk Venezuela.
- M. s. zulianus: westelijk Venezuela.
- M. s. aureopectus: zuidoostelijk Venezuela en westelijk Guyana.

## Status
De grootte van de populatie is niet gekwantificeerd maar de soort wordt omschreven als vrij algemeen maar met een versnipperde verspreiding. Op de Rode lijst van de IUCN heeft deze soort de status niet bedreigd.